# 保君建
保君建（1896年—1970年3月18日），字既星，江蘇南通人。中華民國外交官。早年曾在1920年代末期担任上海市教育局长，后来长期担任不同外交职务，如曾任駐雪梨、加爾各答總領事、駐秘魯、玻利維亞、約旦、沙特阿拉伯和土耳其大使。